# Форин-офис
Министерство иностранных дел, Содружества наций и развития Великобритании (англ. Foreign, Commonwealth and Development Office) — внешнеполитическое ведомство Великобритании, один из департаментов британского правительства. Прежнее неофициальное название (более не актуально): Фо́рин-о́фис (англ. Foreign Office; также Фо́рин О́фис или Фо́рин О́ффис).

## История
Первый Форин-офис был создан в марте 1782 года путём преобразования Северного и Южного департаментов, каждый из которых отвечал за соответствующий географический регион Королевства, и выделения из его ведения внутренних дел, которые отошли другому департаменту правительства — Хоум-офису (Home Office).
В своём виде до сентября 2020 года министерство создано в 1968 году путём слияния Министерства по делам Содружества (Commonwealth Office) и Министерства иностранных дел (Foreign Office).
В сентябре 2020 года было сформировано Министерство иностранных дел и международного развития в результате слияния с Министерством международного развития, а обязанности министра иностранных дел были объединены с обязанностями государственного секретаря по международному развитию.

## Структура
Во главе Министерства иностранных дел и международного развития стоит Министр иностранных дел и международного развития Великобритании (буквальное название должности — Государственный секретарь по иностранным делам и международному развитию). В руководство Министерства иностранных дел и международного развития входят также «государственные министры» и «парламентские заместители государственного секретаря», в русском обиходе — младшие министры или заместители министра. Все они, как и министр, являются политическими назначенцами и представляют партии, формирующие правительство. Как правило, министр и его заместители назначаются из числа членов Парламента. Заместители министра считаются членами правительства, но не входят в состав Кабинета. Каждый заместитель министра определяет политику Министерства иностранных дел и международного развития по определенному набору направлений.
Непосредственно повседневной деятельностью министерства руководит «постоянный заместитель государственного секретаря» — высший карьерный государственный служащий (а не политический назначенец) в Министерстве иностранных дел и международного развития.
Далее по иерархической лестнице в руководство министерства входят генеральные директора, в ведении каждого из которых находится несколько директоратов. Директораты подразделяются на департаменты, департаменты — на отделы и другие подразделения различной конфигурации.

## Главное здание Министерства иностранных дел и международного развития

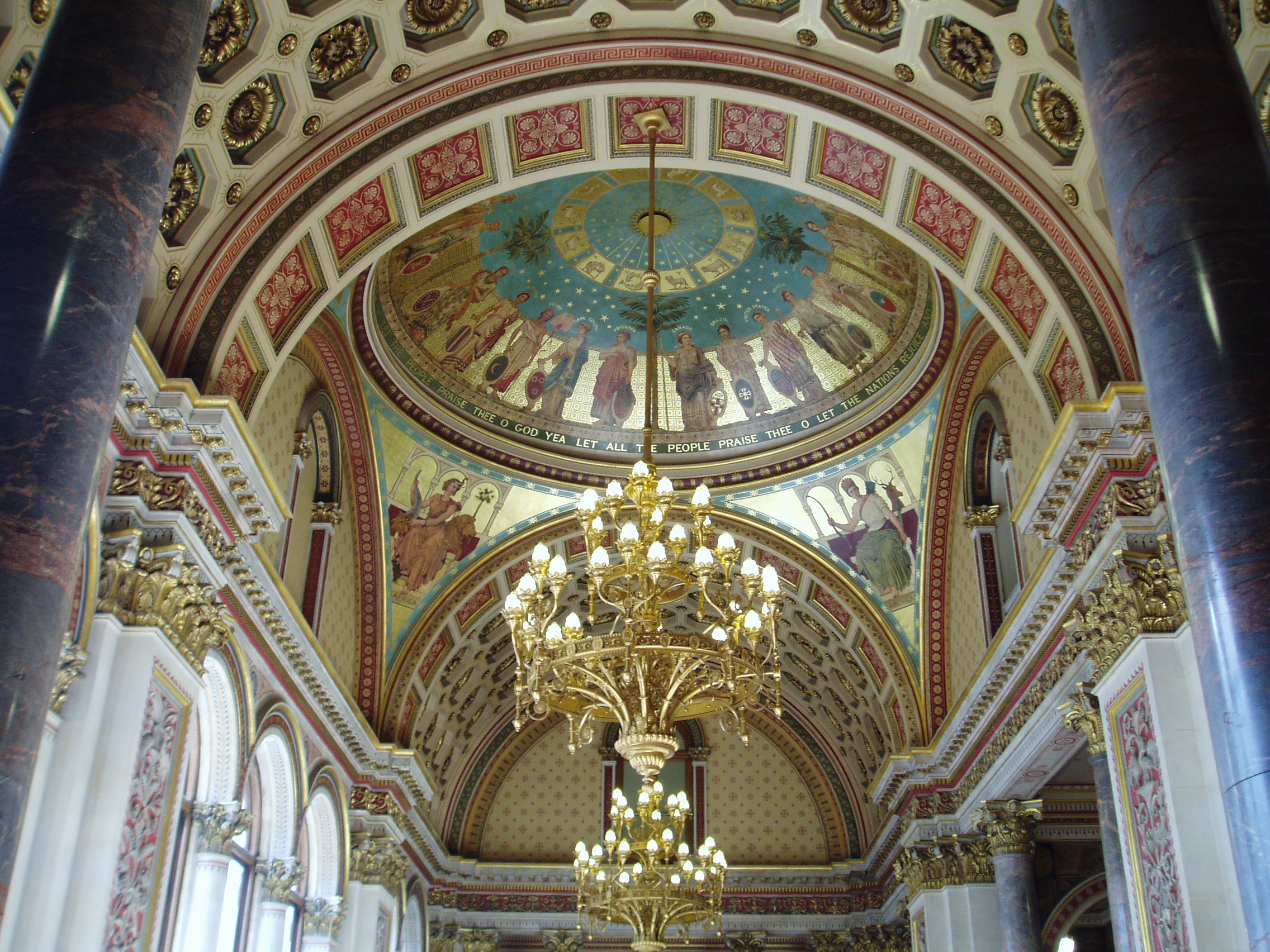
Интерьер одного из парадных помещений Министерства иностранных дел и международного развития.

Здание Министерства иностранных дел и международного развития по адресу «улица Короля Чарльза» (King Charles Street) является одной из достопримечательностей Лондона. Здание построено в итальянском стиле в 1861—1868 годах по проекту архитектора Джорджа Гилберта Скотта. Своим восточным фасадом оно выходит на правительственную улицу Уайтхолл, на которой располагается между резиденцией Премьер-министра (Даунинг-стрит, 10) и Министерством финансов. Непосредственно напротив Министерства иностранных дел и международного развития в середине Уайтхолла находится Памятник Неизвестному солдату (Кенотаф) — главный воинский мемориал Великобритании.
Первоначально здание предназначалось для четырех британских министерств: внутренних дел, иностранных дел, по делам колоний, по делам Индии. Внутренняя отделка здания, включая многочисленные скульптуры, была призвана олицетворять могущество Британской империи и её благотворную роль в мировых делах.
К историческим помещениям Министерства иностранных дел и международного развития относятся:
- «Локарнский зал», в котором в 1925 были подписаны Локарнские договоры;
- «Дурбар-корт» — внутренний дворик, отделка которого посвящена церемонии Дурбара — заочной символической коронации британского монарха в качестве суверена Индии.

Здание Министерства иностранных дел и международного развития отнесено в Великобритании к числу памятников истории и архитектуры первой категории.
Оно традиционно открывается для публики в ежегодный «уикенд открытых дверей» правительственных, бизнес- и других примечательных зданий Лондона.

## Разное
Является членом центрального аппарата Ассоциации международного права.
В 1930 году сотрудник Форин-офиса Эрнест Холлоуэй Олдхем стал агентом советской разведки (умер в 1933), а в 1935 году был завербован временный сотрудник Джон Герберт Кинг (арестован в 1939).